# ريبات السفلى

تعديل مصدري - تعديل

ريبات السفلى إحدى حارات مدينة السدة بمحافظة إب، بلغ تعداد سكانها 236 نسمة حسب تعداد اليمن لعام 2004.